# Фабия-Евдокия
Евдокия е византийска императрица, първа съпруга на император Ираклий.

## Произход и ранни години
Рожденото ѝ име е Фабия. Тя е дъщеря на Рога, африканец от Либия.
Фабия е сгодена за бъдещия император Ираклий, още докато той пребивава в Африка, където баща му Ираклий Старши е екзарх на Картаген. През 608 г. семейството на годеника ѝ застава начело на бунт срещу император Фока. При неизвестни обстоятелства Фабия и майката на Ираклий, Евфимения, са пленени от Фока през 610 г. Двете жени са затворени в манастира Nea Metanoia и са използвани от Фока като заложници, за да откаже Ираклий от плановете му за обсада на Константинопол. Фабия и Евфимения са освободени от привърженици на зелената дими-партия и са предадени на Ираклий на остров Калоними. Това позволява на Ираклий да продължи борбата срещу император Фока. Ираклий влиза с войските си в Константинопол, който не оказва съпротива, и лично убива Фока.

## Византийска императрица
На 5 октомври 610 г., Ираклий е коронован за император в църквата „Свети Стефан“ в имперторския дворец. Фабия и императорът са венчани малко по-късно през същия ден. След това Фабия приема името Евдокия и титлата Августа.
Фабия-Евдокия ражда на император Ираклий две деца:
- Евдокия-Епифания (родена на 7 юли 611 г.)[1]
- Константин III (роден на 3 май 612 г.)[2]

Фабия-Евдокия умира на 13 август 612 г. Според хрониката на патриарх Никифор причината за смъртта ѝ е епилепсия. Патриарх Никифор разказва, че на погребението на императрицата става инцидент, който ясно показва популярността на Евдокия сред населението. Една прислужница се изплюла през един от прозорците от горния етаж на двореца, точно докато погребалната процесия преминавала под него. Тъй като ковчегът бил отворен, слюнката на прислужницата опръскала робата на покойната. Разярената тълпа се спуснала и веднага хванала виновната, която била линчувана и изгорена жива.
Евдокия е погребана в църквата Свети Апостоли в Константинопол. По-късно император Ираклий се жени за племенницата си Мартина – дъщеря на сестра му Мария.